# 加西彌祿·內茲
加西彌祿·內茲（波蘭語：Kazimierz Nycz；1950年2月1日—）是波蘭籍天主教司鐸級樞機及華沙總教區荣休總主教。

## 生平
內茲於1950年2月1日在波蘭南部西里西亞省的Stara Wieś出生。他曾就讀於Stara Wieś的小學，他隨後進入克拉科夫的大修院。他於1972年5月8日任為執事，1973年5月20日在克拉科夫總教區晉鐸。1976年，他獲得神學學士學位，1981年若望·保祿二世盧布林天主教大學獲得了教理博士學位。
1988年6月4日晉牧，並被時任教宗若望·保祿二世任命為克拉科夫總教區輔理主教，領銜維拉雷吉斯教區主教。1999年11月26日，他被任命為天主教教育委員會會長。2004年6月9日任為科沙林-科沃布日格教區主教。
2007年4月1日，Stanisław Wielgus接替榮休成為華沙總教區正權總主教，任亞美尼亞禮天主教波蘭教長區主教。2010年11月20日被任為司鐸級樞機。2010年12月29日被任命為禮儀及聖事部和聖職部成員。